# Saison 2 de Braquo
Chronologie
Saison 1 Saison 3
Cet article présente les épisodes de la deuxième saison de la série télévisée française Braquo.

## Résumé de la saison
Caplan et son groupe doivent réussir une mission d'infiltration afin d'être réintégrés.

## Liste des épisodes

### Épisode 1:Les Damnés
- 21 novembre 2011 sur Canal+
- 15 novembre 2012 sur D8

- France : 1,3 million de téléspectateurs (première diffusion) sur Canal+
- France : 0,66 million de téléspectateurs (première diffusion) sur D8[1]

### Épisode 2:Seuls contre tous
- 21 novembre 2011 sur Canal+
- 15 novembre 2012 sur D8

- France : 1,3 million de téléspectateurs (première diffusion) sur Canal+
- France : 0,65 million de téléspectateurs (première diffusion) sur D8

Théo, blessé pendant son arrestation, veut se venger de Lemoine. Dans une boîte de nuit, il rencontre Yaniss Fahad, un ténor du barreau qui lui offre son aide. Ils décident de s'en prendre à sa femme mais la vengeance tourne mal et Théo voit le corps de la jeune femme atterrir sur le toit d'une voiture.
Gaëtan Merks est incarcéré dans la même prison que Caplan et Marceau propose à ce dernier d'être gracié, lui et son équipe, en infiltrant le gang de Merks pour les stopper. Caplan accepte à condition que Roxane soit son contact. Il s'échappe avec Merks qui lui propose de l'argent s'il le délivre de ses menottes. Il contacte Myriam, sa sœur, qui vient d'ouvrir un cercle de jeu à Paris et qui pourrait le payer. Lors d'un contrôle routier, Merks tue un gendarme. À un péage, alors que les flics tentent d'arrêter la voiture, Caplan prend en otage une policière. Plus loin, il relâche l'otage. Merks veut le tuer, Caplan l'empêche en tuant Merks. Il appelle Marceau pour arrêter la mission à la suite de la mort de Merks. Marceau refuse. Il doit continuer d'autant qu'il est recherché par la police à cause du meurtre du motard.
Walter abandonne son poste de pompiste et se fait embaucher dans le cercle de jeu de Myriam. Le général Fèvre fait croire à Roxane que son père était son ami.

### Épisode 3:Tous pour un
- 28 novembre 2011 sur Canal+
- 15 novembre 2012 sur D8

- France : 1,3 million de téléspectateurs (première diffusion) sur Canal+
- France : 0,59 million de téléspectateurs (première diffusion) sur D8

### Épisode 4:Chèvres et Chacals
- 28 novembre 2011 sur Canal+
- 15 novembre 2012 sur D8

- France : 1,3 million de téléspectateurs (première diffusion) sur Canal+
- France : 0,47 million de téléspectateurs (première diffusion) sur D8

### Épisode 5:Infiltré
- 5 décembre 2011 sur Canal+
- 22 novembre 2012 sur D8

- France : 1,3 million de téléspectateurs (première diffusion) sur Canal+
- France : 0,56 million de téléspectateurs (première diffusion) sur D8

### Épisode 6:Mère (&) patrie
- 5 décembre 2011 sur Canal+
- 22 novembre 2012 sur D8

- France : 1,3 million de téléspectateurs (première diffusion) sur Canal+
- France : 0,53 million de téléspectateurs (première diffusion) sur D8

### Épisode 7:Au nom du pire
- 12 décembre 2011 sur Canal+
- 29 novembre 2012 sur D8

- France : 1,3 million de téléspectateurs (première diffusion) sur Canal+
- France : 0,64 million de téléspectateurs (première diffusion) sur D8

### Épisode 8:4 moins 1
- 12 décembre 2011 sur Canal+
- 29 novembre 2012 sur D8

- France : 1,3 million de téléspectateurs (première diffusion) sur Canal+
- France : 0,60 million de téléspectateurs (première diffusion) sur D8